# Протока Святого Георга

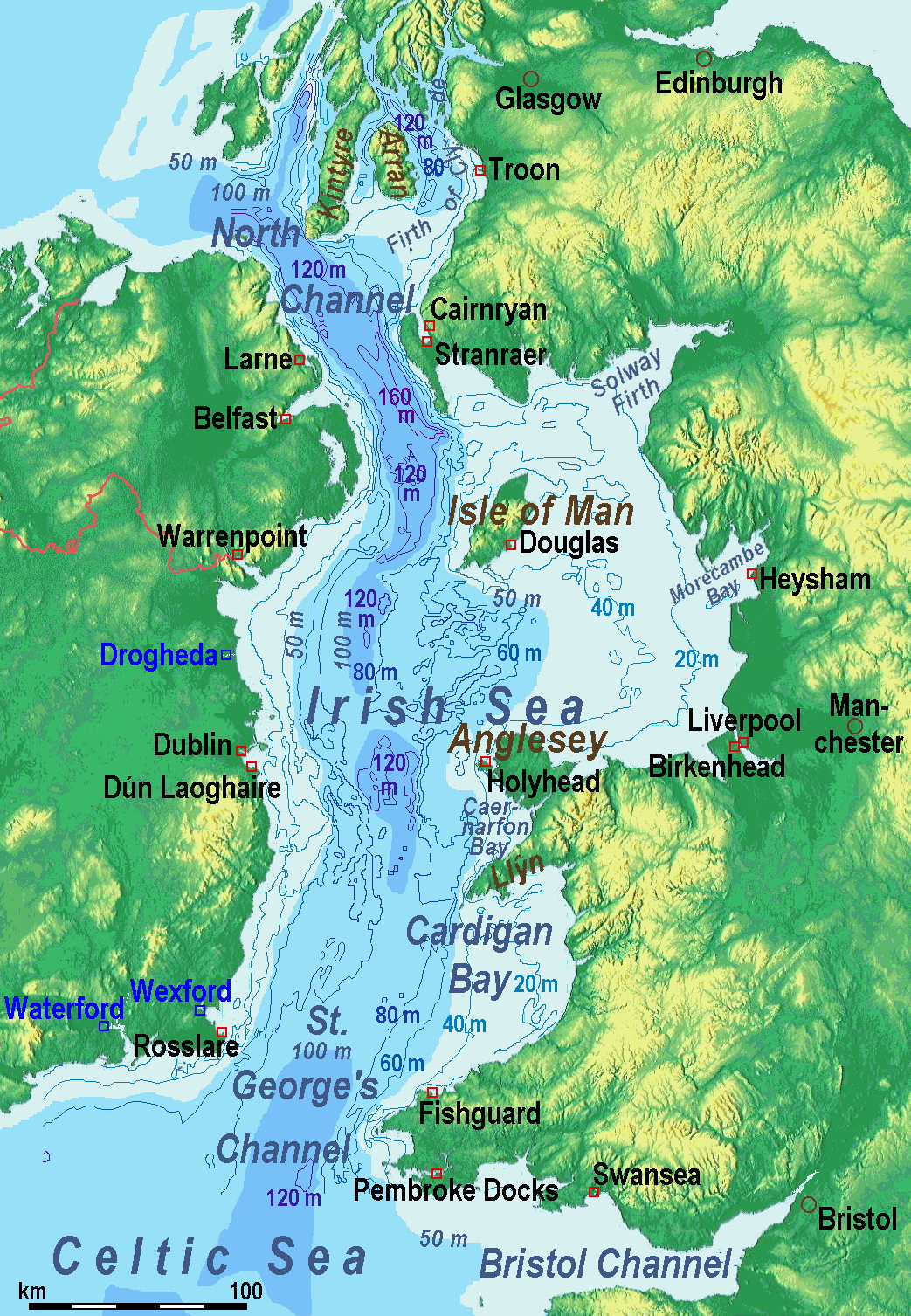
Мапа Ірландського моря, Протока Святого Георга в південній частині

Протока Святого Георга (англ. St George’s Channel, ірл. Muir Bhreatan', валл. Sianel San Siôr) — протока між островами Ірландією та Великою Британією; довжина 154 км, ширина 75 км; глибина 82 м; сполучає Ірландське море на півночі з відкритим Атлантичним океаном на південному заході. Бристольська затока має вихід у протоку. Назва зазвичай вживається для вузької частини протоки між мисом Карншор в Вексфорді й мисом Сент-Девидз в Пембрукширі. Акваторія північніше вважається Південним Ірландським морем; акваторія південніше — частина Кельтського моря.
Лендс Енд — місце де Протока Святого Георга межує з Ла-Маншем.
Постійними мешканцями протоки є велетенська акула, дельфінові, морські свині, атлантичні сірі тюлені, черепахи, омари.
Назва походить через легенду XIV сторіччя про відвідування Святим Георгієм Англії,- за легендою Святий Георгій прямував через цю протоку.
Порти: Дублін (Ірландія), Голігед (Велика Британія).